# Stefania Gobbi
Stefania Gobbi (Padua, 13 de abril de 1995) es una deportista italiana que compite en remo.
Ganó cuatro medallas en el Campeonato Europeo de Remo entre los años 2019 y 2025. Además, obtuvo una medalla de oro en el Campeonato Mundial de Remo de Mar de 2021.
Participó en dos Juegos Olímpicos de Verano, en los años 2020 y 2024, ocupando el cuarto lugar en Tokio 2020, en la prueba de cuatro scull.

## Palmarés internacional
| Campeonato Europeo | Campeonato Europeo       | Campeonato Europeo | Campeonato Europeo |
| Año                | Lugar                    | Medalla            | Prueba             |
| ------------------ | ------------------------ | ------------------ | ------------------ |
| 2017               | Račice (República Checa) | Medalla de bronce  | Doble scull        |
| 2019               | Lucerna (Suiza)          | Medalla de bronce  | Doble scull        |
| 2022               | Múnich (Alemania)        | Medalla de bronce  | Doble scull        |
| 2025               | Plovdiv (Bulgaria)       | Medalla de bronce  | Ocho con timonel   |